# Han Zhao
Han Zhao (kineski: 汉赵 / 漢趙, pinyin: Hànzhào; 304. – 329.) poznat i kao Raniji Zhao ili Sjeverni Han (北漢), bila je država Južnih Xiongnua, poznata kao prvo od Šesnaest kraljevstava uspostavljenih u sjevernoj Kini u doba dinastije Jin.
Osnivač države bio je Liu Yuan, poglavar plemena Xiongnu koji su kao kineski vazali živjeli u današnjoj provinciji Shanxi. Godine 304. iskoristio je metež i krajnju iscrpljenost centralne vlasti ratom Osam prinčeva kako bi se proglasio "kraljem Hana",  a godine 308. i kineskim carem, navodeći sebe kao legitimnog nasljednika drevne dinastije Han. U borbama koje su slijedile njegov je nasljednik Liu Cong osvojio carsku prijestolnicu Luoyang 311. i Chang'an 316. nakon čega je kineska carska vlast protjerana na jug Kine. Han Zhao, međutim, nije dugo uživala u dominaciji sjevernom Kinom.  Već 319. se od nje odcijepio general Shi Le i osnovao državu poznatu kao Kasniji Zhao. Nakon što je 329. Shi Le porazio i pogubio cara Liu Yaoa, Han Zhao je pripojena državi Kasniji Zhao.

## Vladari Han Zhaoa
| Hramsko ime                             | Postumno ime              | Prezime i dato ime             | Godine vladavine            | Prijestolno ime i trajanje vladavine |
| --------------------------------------- | ------------------------- | ------------------------------ | --------------------------- | --- |
| Konvencionalno kineski: prezime, pa ime |                           |                                |                             | |
| Han (304. – 319.)                       |                           |                                |                             | |
| Gao Zu (高祖 gaō zǔ)                    | Guangwen, 光文, guāng wén | Liu Yuan, 劉淵, liú yuān       | 304. – 310.                 | Yuanxi (元熙 yuán xī) 304. – 308. Yongfeng (永鳳 yǒng fèng) 308. – 309. Herui (河瑞 hé ruì) 309. – 310.                                             |
| Nema                                    | Nema                      | Liu He, 劉和, liú hé           | 7 dana 310.                 | Nema |
| Lie Zong (烈宗 liè zōng)                | Zhaowu, 昭武, zhāo wǔ     | Liu Cong, 劉聰, liú cōng       | 310. – 318.                 | Guangxing (光興 guāng xīng) 310. – 311. Jiaping (嘉平 jiā pīng) 311. – 315. Jianyuan (建元 jiàn yuán) 315. – 316. Linjia (麟嘉 lín jiā) 316. – 318. |
| Nema                                    | Yin, 隱, yǐn              | Liu Can, 劉粲, liú càn         | mjesec i nekoliko dana 318. | Hanchang (漢昌 hàn chāng) 318. |
| Raniji Zhao 319. – 329.                 |                           |                                |                             | |
| Nema                                    | Hou Zhu (後主 hòu zhǔ)    | Liu Yao; Liu Yao 劉曜, liú yaò | 318. – 329.                 | Guangchu (光初 guāng chū) 318. – 329. |
| Nema                                    | Nema                      | Liu Xi; Liu Xi 劉熙; Liú xī;   | 329.                        | Nema |

Bilješka: Liu Xi je bio Liu Yaov krunski nasljednik koji je vladao dok je Liu Yao bio u zatočeništvu kod Shi Lea, ali nikada nije preuzeo carski naslov.

## Vanjske poveznice
- History of China:  A good catalogue of info  Arhivirana inačica izvorne stranice od 22. travnja 2017. (Wayback Machine)